# Лабухан-Хаджі (район)
Лабуха́н-Хаджі́ (індонез. Labuhan Haji) — один з 20 районів округу Східний Ломбок провінції Західна Південно-Східна Нуса у складі Індонезії. Розташований у центрально-східній частині. Адміністративний центр — селище Лабухан-Хаджі.
Населення — 53820 осіб (2012; 53606 в 2011, 53023 в 2010, 51603 в 2009, 50917 в 2008).

## Адміністративний поділ
До складу району входять 8 селищ та 2 села:
| Населений пункт       | Населення, осіб (2010) |
| --------------------- | ---------------------- |
| Банджар-Сарі, селище  | 4281                   |
| Іджобаліт, селище     | 5811                   |
| Керта-Сарі, селище    | 2233                   |
| Корлеко, село         | 8804                   |
| Лабухан-Хаджі, селище | 8120                   |
| Пенедагандор, селище  | 4845                   |
| Сур'я-Вангі, селище   | 4222                   |
| Танджунг, селище      | 4700                   |
| Терос, селище         | 4307                   |
| Тіртанаді, село       | 5700                   |